# Црвени месец
Црвени месец је српска историјска теленовела чији је творац Роман Мајетић, делимично заснована по стварним догађајима. Приказивала се од 7. октобра 2019. до 22. јуна 2020. године на каналу РТВ Пинк.
Иако најављивања као најскупљи пројекат канала РТВ Пинк и упркос рекордној гледаности прве епизоде, серија је добила веома лош пријем критичара и публике, највише због глуме, сценографије и продукције. Наследник серије Црвени месец, под именом Југословенка, отказан је и све снимљене епизоде се могу једино погледати на стриминг платформи Аполон.

## Радња
Љубавна и снажна историјска прича смештена је у период од августа 1913. (након победе Србије у балканским ратовима кад је повратила део територије) до краја 1915. године (аустроугарске окупације Београда и Србије). Никола Станимировић, млади српски официр, главни јунак приче, враћа се ратишта у родну кућу. Свадба му је, традиционално већ заказана, али заплет приче почиње кад Софија, ћерка аустроугарског посланика Ота Баумана, баци око на њега. Недопустиво за то време, кокетна млада дама, не крије своја осећања. Расплет њихове љубавне драме одвија се у реалном историјском периоду пред Велики рат уз мноштво драматичних догађаја, шпијунских интрига, дипломатских надмудривања, политичких сплетки и превара...

## Улоге
| Глумац               | Улога                              |
| -------------------- | ---------------------------------- |
| Ивана Дудић          | Софија Бауман                      |
| Милош Ђуровић        | Никола Станимировић                |
| Александар Срећковић | Стојан Станимировић                |
| Татјана Венчеловски  | Јелка Станимировић                 |
| Нина Граховац        | Марија Бауман                      |
| Драган Марјановић    | Ото Бауман                         |
| Бојан Лазаров        | Јован Ружичић                      |
| Вјера Мујовић        | Вера Ружичић                       |
| Мина Милићевић       | Теодора Ружичић                    |
| Славиша Чуровић      | Драгутин Димитријевић Апис         |
| Андреа Ржаничанин    | Милица Станимировић                |
| Миљан Прљета         | Војислав Танкосић                  |
| Лепомир Ивковић      | Никола Пашић                       |
| Олга Одановић        | Наталија Бауман                    |
| Јелена Пузић         | Христина                           |
| Љубомир Булајић      | Петар Ружичић                      |
| Иван Заблаћански     | Стеван Калинић                     |
| Ђорђе Крећа          | Самсон Чернов                      |
| Срђан Ј. Карановић   | Павле Димитровић                   |
| Миодраг Милованов    | Петар I Карађорђевић               |
| Михајло Јовановић    | Александар I Карађорђевић          |
| Јелена Гавриловић    | грофица Олга Николајевна Наришкина |
| Исидора Грађанин     | Катарина Милорадовић               |
| Мина Ненадовић       | Татјана                            |